# لعمور (بني كيل)
لعمور هي إحدى مشيخات المملكة المغربية، تتبع جغرافيا لإقليم فكيك وإداريًا لبني كيل. يقدر عدد سكانها بـ 860 نسمة حسب الإحصاء الرسمي للسكان والسكنى لسنة 2004.